# Christoph Buchal

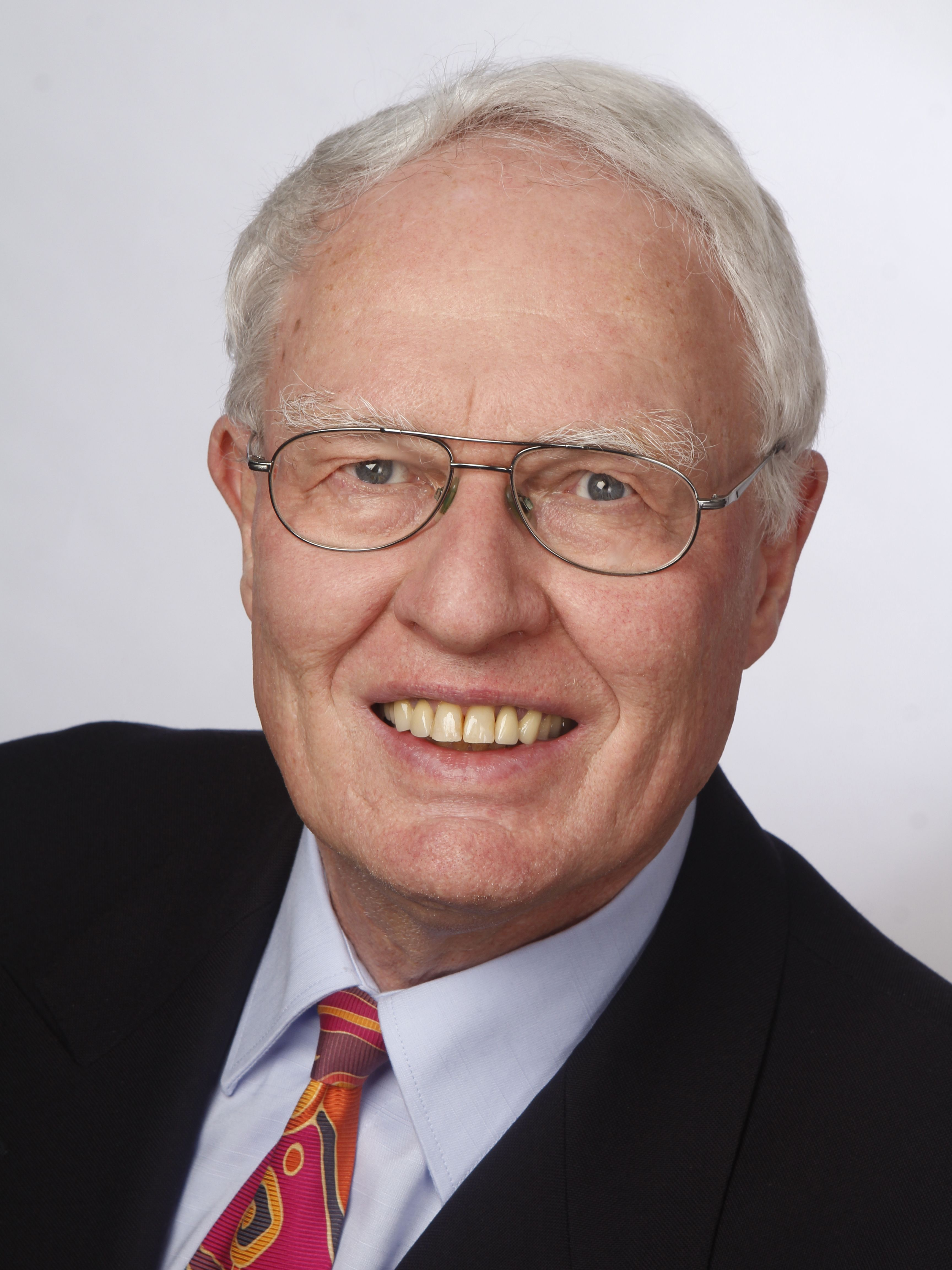
Christoph Buchal

Christoph Buchal (* 1947) ist ein deutscher Physiker und Sachbuchautor.

## Biographie
Buchal studierte Physik an der TU Braunschweig, der TU München und der Universität zu Köln, erlangte 1973 das Diplom und wurde 1976 mit einer Arbeit über Dämpfung und Dispersion von erstem Schall in 3He-4He-Mischungen [He-He-Mischungen] nahe Tλ [T] promoviert. Er arbeitet als Wissenschaftler am Forschungszentrum Jülich und ist Professor für Physik an der Universität zu Köln. Er lebt im Jülicher Stadtteil Barmen.

## Forschung
Seit 1976 arbeitet Buchal am Forschungszentrum Jülich, als Gastwissenschaftler war er 1985–1986 am Oak Ridge National Laboratory und 1993 bei den AT&T Bell Laboratories tätig. Seine wissenschaftlichen Arbeiten überdecken verschiedene Bereiche der Festkörperphysik und führten zu ca. 200 Originalarbeiten, zahlreichen Patenten sowie Buchbeiträgen auf den Gebieten Tieftemperaturphysik, Mößbauereffekt, Magnetismus, Supraleitung, Ferroelektrizität, Nichtlineare Optik, Femtosekunden-Physik, Integrierte Optik und Nanoelektronik. Buchal hielt langjährig den Weltrekord für tiefste Temperaturen (38 µK über dem absoluten Nullpunkt) und ist Entdecker der Supraleitung des Elements Rhodium bei 325 µK.
Er ist seit 2014 Mitglied des Vorstands des Arbeitskreises ENERGIE der Deutschen Physikalischen Gesellschaft (DPG).

## Populärwissenschaftliche Tätigkeit
Seit 2008 beschäftigt sich Buchal schwerpunktmäßig mit der Vermittlung gesellschaftsrelevanter, physikalischer Themen in der Schüler- und Erwachsenenbildung. Neben seiner Vorlesungstätigkeit an der Universität zu Köln hält er zahlreiche Vorträge für die Öffentlichkeit und an Schulen mit den Schwerpunktthemen Klima und Energie. Ehrenamtlich ist er für die Jugendbildungsstätte Science College Overbach in Jülich tätig. Im Jahr 2014 wurde ihm eine Wilhelm und Else Heraeus-Seniorprofessur für seine Verdienste zur Lehrerausbildung und für seine schulbegleitenden Sachbücher verliehen.
„In Würdigung seiner Leistungen bei der Vermittlung von physikalischen Inhalten in Öffentlichkeit, Schule, Universität“ wurde ihm für 2016 der Robert-Wichard-Pohl-Preis zugesprochen.

## Werke (Auswahl)
- Der Stein der Weisen. Forschungszentrum Jülich, 2000, ISBN 3-89336-265-7.
- Faszination Nanowelten. Aulis Verlag, Köln 2005, ISBN 3-7611-2587-2.
- mit Daniel Bürgler: PETER GRÜNBERG – Nobelpreis für Physik 2007. Eine Darstellung der Entdeckung und Physik des GMR-Effekts. Forschungszentrum Jülich, 2008, OCLC 554280012. (deutsch und englisch)
- ENERGIE: Natur, Mensch, Technik, Umwelt, Klima, Zukunft. Mic Verlag, Köln 2011, ISBN 978-3-942658-09-6.
- mit Ch.-D.Schönwiese: KLIMA: Die Erde und ihre Atmosphäre im Wandel der Zeiten.  Mic Verlag, Köln 2012, ISBN 978-3-942658-07-2.
- mit Dieter Oesterwind und Patrick Wittenberg: STROM: Die Gigawatt-Revolution. Mic Verlag, Köln 2013, ISBN 978-3-942658-17-1.
- mit Angelika Gabor und Sebastian Schiebahn: MOBILITÄT: Technik, Vernetzung, Energiesysteme. Mic GmbH, Köln, 2015, ISBN  978-3942658188.